# 亞歷山德里夫卡 (日梅林卡區)
48°59′37″N 27°55′26″E / 48.99361°N 27.92389°E
亞歷山德里夫卡（烏克蘭語：Олександрівка），是烏克蘭的村落，位於該國西南部文尼察州，由日梅林卡區負責管轄，始建於1909年，面積1.83平方公里，海拔高度308米，2001年人口894。